# Campsicnemus yunnanensis
Campsicnemus yunnanensis är en tvåvingeart som beskrevs av Yang och Saigusa 2001. Campsicnemus yunnanensis ingår i släktet Campsicnemus och familjen styltflugor.
Artens utbredningsområde är Yunnan (Kina). Inga underarter finns listade i Catalogue of Life.